# Cutting (Francia)
Cutting è un comune francese di 122 abitanti situato nel dipartimento della Mosella nella regione del Grande Est.

## Società

### Evoluzione demografica
Abitanti censiti